# Eurocopa de Basquetebol de 2018–19
A Eurocopa de Basquete de 2018-19, também conhecida por 7DAYS Eurocup por motivos de patrocinadores, é a competição continental de clubes de segundo nível organizada pela Euroleague Basketball. A temporada 2017-18 é a 16ª edição do evento e a segunda com o patrocinador 7DAYS.

## Equipes participantes
| Temporada Regular         | Temporada Regular                 | Temporada Regular             | Temporada Regular             |
| ------------------------- | --------------------------------- | ----------------------------- | ----------------------------- |
| Cedevita (3º)             | Valencia Basket Club (5º)         | ratiopharm Ulm (Convite)      | Türk Telekom Ankara (Convite) |
| Partizan NIS (Convite)    | MoraBanc Andorra (6º)             | Fraport Skyliners (8º)        | Galatasaray Odeabank (9º)     |
| Mornar Bar (4º)           | Unicaja Málaga (7º)               | ALBA Berlin (2º)              | Tofaş (2º)                    |
| Zenit São Petersburgo(3º) | AS Mônaco (2º)                    | Dolomiti Energia Trento (2º)  | Estrela Vermelha (2º)         |
| Lokomotiv Kuban (5º)      | LDLC ASVEL Villeurbanne (Convite) | Germani Brescia Leonessa (4º) | Rytas (2º)                    |
| UNICS (4º)                | Limoges (4º)                      | FIAT Torino (Convite)         | Arka Gdynia (11º)             |

## Temporada regular
No atual formato de disputa as equipes jogam entre si em turno e returno dentro do grupo em dez rodadas, sendo que os quatro melhores classificados ingressam para o TOP16. Esta etapa é disputada entre 10 de outubro de 2017 e 27 de dezembro de 2017.

### Grupo A
| Pos | Clube                    | J  | V | D | P+  | P-  | SP  | Classificação              |       | C/V    | EST    | GAL    | BRE    | RAT   | MOR   | ASM |
| --- | ------------------------ | -- | - | - | --- | --- | --- | -------------------------- | ----- | ------ | ------ | ------ | ------ | ----- | ----- | --- |
| 1   | AS Mônaco                | 10 | 7 | 3 | 796 | 757 | 39  | Classificados para o Top16 | EST   |        | 87-57  | 103-67 | 88-73  | 85-79 | 75-91 |     |
| 2   | MoraBanc Andorra         | 10 | 6 | 4 | 852 | 834 | 18  | Classificados para o Top16 | GAL   | 83-100 |        | 84-76  | 77-69  | 84-73 | 85-86 |     |
| 3   | Estrela Vermelha         | 10 | 6 | 4 | 825 | 768 | 57  | Classificados para o Top16 | BRE   | 69-61  | 88-65  |        | 80-97  | 73-79 | 68-80 |     |
| 4   | ratiopharm Ulm           | 10 | 5 | 5 | 824 | 827 | -3  | Classificados para o Top16 | RAT   | 95-80  | 103-92 | 83-82  |        | 88-80 | 65-75 |     |
| 5   | Germani Brescia Leonessa | 10 | 3 | 7 | 780 | 842 | -62 |                            | MOR   | 91-80  | 95-87  | 110-91 | 103-95 |       | 87-80 |     |
| 6   | Galatasaray Odeabank     | 10 | 3 | 7 | 761 | 810 | -49 | ASM                        | 63-66 | 76-71  | 80-86  | 84-81  | 81-73  |       |       |     |

### Grupo B
| Pos | Clube           | J  | V | D | P+  | P-  | SP   | Classificação              |       | C/V    | LOK     | CED     | ALB    | TOF   | LIM    | GDY |
| --- | --------------- | -- | - | - | --- | --- | ---- | -------------------------- | ----- | ------ | ------- | ------- | ------ | ----- | ------ | --- |
| 1   | Lokomotiv Kuban | 10 | 9 | 1 | 847 | 757 | 90   | Classificados para o Top16 | LOK   |        | 80-76   | 75-83   | 95-72  | 82-64 | 96-72  |     |
| 2   | ALBA Berlin     | 10 | 7 | 3 | 883 | 835 | 48   | Classificados para o Top16 | CED   | 81-85  |         | 75-73   | 92-96  | 91-71 | 94-87  |     |
| 3   | Cedevita        | 10 | 5 | 5 | 853 | 831 | 22   | Classificados para o Top16 | ALB   | 82-92  | 102-109 |         | 107-91 | 84-76 | 82-68  |     |
| 4   | Limoges         | 10 | 4 | 6 | 818 | 846 | -28  | Classificados para o Top16 | TOF   | 99-105 | 94-89   | 101-106 |        | 92-98 | 96-79  |     |
| 5   | Tofaş           | 10 | 4 | 6 | 891 | 908 | -17  |                            | LIM   | 64-72  | 82-68   | 93-102  | 89-81  |       | 103-87 |     |
| 6   | Arka Gdynia     | 10 | 1 | 9 | 755 | 870 | -115 | GDY                        | 73-80 | 61-78  | 64-76   | 77-87   | 87-78  |       |        |     |

### Grupo C
| Pos | Clube                   | J  | V | D | P+  | P-  | SP  | Classificação              |       | C/V    | VAL   | ZEN    | DOL    | TUR   | PAR   | ASV |
| --- | ----------------------- | -- | - | - | --- | --- | --- | -------------------------- | ----- | ------ | ----- | ------ | ------ | ----- | ----- | --- |
| 1   | Valencia Basket Club    | 10 | 8 | 2 | 846 | 759 | 87  | Classificados para o Top16 | VAL   |        | 97-89 | 87-66  | 101-83 | 79-71 | 84-62 |     |
| 2   | LDLC ASVEL Villeurbanne | 10 | 7 | 3 | 781 | 732 | 49  | Classificados para o Top16 | ZEN   | 104-93 |       | 99-102 | 91-80  | 75-71 | 81-84 |     |
| 3   | Partizan NIS            | 10 | 4 | 6 | 756 | 771 | -15 | Classificados para o Top16 | DOL   | 83-95  | 60-93 |        | 77-81  | 82-73 | 79-77 |     |
| 4   | Zenit São Petersburgo   | 10 | 4 | 6 | 840 | 823 | 17  | Classificados para o Top16 | TUR   | 67-72  | 81-75 | 84-77  |        | 77-72 | 78-83 |     |
| 5   | Türk Telekom Ankara     | 10 | 4 | 6 | 766 | 819 | -53 |                            | PAR   | 61-69  | 89-82 | 76-71  | 87-72  |       | 78-89 |     |
| 6   | Dolomiti Energia Trento | 10 | 3 | 7 | 745 | 830 | -85 | ASV                        | 73-69 | 89-68  | 75-61 | 84-63  | 75-78  |       |       |     |

### Grupo D
| Pos | Clube             | J  | V | D  | P+  | P-  | SP   | Classificação              |       | C/V     | MAL   | UNI   | FIA    | RYT   | FRA    | MOR |
| --- | ----------------- | -- | - | -- | --- | --- | ---- | -------------------------- | ----- | ------- | ----- | ----- | ------ | ----- | ------ | --- |
| 1   | UNICS             | 10 | 9 | 1  | 846 | 750 | 96   | Classificados para o Top16 | MAL   |         | 82-80 | 89-68 | 95-76  | 91-64 | 111-76 |     |
| 2   | Unicaja Málaga    | 10 | 8 | 2  | 897 | 788 | 109  | Classificados para o Top16 | UNI   | 87-84   |       | 92-78 | 86-73  | 83-80 | 90-73  |     |
| 3   | Fraport Skyliners | 10 | 6 | 4  | 767 | 762 | 5    | Classificados para o Top16 | FIA   | 104-105 | 72-82 |       | 96-101 | 75-85 | 80-84  |     |
| 4   | Rytas             | 10 | 5 | 5  | 769 | 776 | -7   | Classificados para o Top16 | RYT   | 80-72   | 81-87 | 86-79 |        | 61-70 | 71-67  |     |
| 5   | Mornar Bar        | 10 | 2 | 8  | 772 | 905 | -133 |                            | FRA   | 78-84   | 65-72 | 88-85 | 65-63  |       | 98-75  |     |
| 6   | FIAT Torino       | 10 | 0 | 10 | 800 | 870 | -70  | MOR                        | 85-96 | 74-97   | 86-83 | 69-92 | 83-87  |       |        |     |

## Top 16 (Seguda fase)

### Grupo E
| Pos | Clube        | J | V | D | P+  | P-  | SP  | Classificação    |       | C/V   | ALB   | RYT   | PAR   | MON |
| --- | ------------ | - | - | - | --- | --- | --- | ---------------- | ----- | ----- | ----- | ----- | ----- | --- |
| 1   | ALBA Berlin  | 6 | 5 | 1 | 487 | 451 | 36  | Quartos de Final | ALB   |       | 87-85 | 97-74 | 83-74 |     |
| 2   | Rytas        | 6 | 3 | 3 | 482 | 460 | 22  | Quartos de Final | RYT   | 86-94 |       | 80-74 | 90-68 |     |
| 3   | AS Mônaco    | 6 | 2 | 4 | 418 | 457 | -39 |                  | PAR   | 78-66 | 77-78 |       | 68-72 |     |
| 4   | Partizan NIS | 6 | 2 | 4 | 442 | 461 | -19 | MON              | 61-75 | 75-70 | 68-71 |       |       |     |

### Grupo F
| Pos | Clube                   | J | V | D | P+  | P-  | SP   | Classificação     |       | C/V   | RAT   | ASV   | KUB   | FRA |
| --- | ----------------------- | - | - | - | --- | --- | ---- | ----------------- | ----- | ----- | ----- | ----- | ----- | --- |
| 1   | LDLC ASVEL Villeurbanne | 6 | 5 | 1 | 445 | 411 | 34   | Quartas de Finais | RAT   |       | 86-68 | 81-84 | 70-63 |     |
| 2   | Lokomotiv Kuban         | 6 | 4 | 2 | 474 | 423 | 51   | Quartas de Finais | ASV   | 93-89 |       | 72-61 | 75-52 |     |
| 3   | ratiopharm Ulm          | 6 | 3 | 3 | 485 | 464 | 21   |                   | KUB   | 88-76 | 65-67 |       | 84-58 |     |
| 4   | Fraport Skyliners       | 6 | 0 | 6 | 368 | 474 | -106 | FRA               | 68-83 | 58-70 | 69-92 |       |       |     |

### Grupo G
| Pos | Clube                | J | V | D | P+  | P-  | SP  | Classificação     |       | C/V   | EST   | VAL    | MAL   | LIM |
| --- | -------------------- | - | - | - | --- | --- | --- | ----------------- | ----- | ----- | ----- | ------ | ----- | --- |
| 1   | Valencia Basket Club | 6 | 6 | 0 | 501 | 458 | 43  | Quartas de Finais | EST   |       | 81-82 | 105-89 | 83-71 |     |
| 2   | Unicaja Málaga       | 6 | 3 | 3 | 468 | 485 | -17 | Quartas de Finais | VAL   | 92-76 |       | 85-74  | 91-84 |     |
| 3   | Estrela Vermelha     | 6 | 2 | 4 | 490 | 485 | 5   |                   | MAL   | 79-74 | 69-72 |        | 79-72 |     |
| 4   | Limoges              | 6 | 1 | 5 | 450 | 481 | -31 | LIM               | 72-71 | 74-79 | 77-78 |        |       |     |

### Grupo H
| Pos | Clube                 | J | V | D | P+  | P-  | SP  | Classificação     |       | C/V    | AND   | UNI   | ZEN    | CED |
| --- | --------------------- | - | - | - | --- | --- | --- | ----------------- | ----- | ------ | ----- | ----- | ------ | --- |
| 1   | UNICS                 | 6 | 5 | 1 | 507 | 426 | 81  | Quartas de Finais | AND   |        | 86-80 | 86-74 | 87-81  |     |
| 2   | MoraBanc Andorra      | 6 | 5 | 1 | 479 | 459 | 20  | Quartas de Finais | UNI   | 72-53  |       | 68-67 | 105-70 |     |
| 3   | Zenit São Petersburgo | 6 | 2 | 4 | 456 | 475 | -19 |                   | ZEN   | 71-80  | 67-82 |       | 98-84  |     |
| 4   | Cedevita              | 6 | 0 | 6 | 474 | 556 | -82 | CED               | 81-87 | 83-100 | 75-79 |       |        |     |

## Playoffs

### Confrontos
|  | Quartas-de-final | Quartas-de-final                 | Quartas-de-final |                 |                 | Semifinais | Semifinais | Semifinais |  |  | Final | Final       | Final |
|  |                  |                                  |                  |                 |                 |            |            |            |  |  |       |             |       |
|  |                  | ALBA Berlim                      | 2                |                 |                 |            |            |            |  |  |       |             |       |
|  |                  | Unicaja Malaga                   | 1                |                 |                 |            |            |            |  |  |       |             |       |
|  |                  | Unicaja Malaga                   | 1                |                 | ALBA Berlim     | 2          |            |            |  |  |       |             |       |
|  |                  |                                  |                  |                 | ALBA Berlim     | 2          |            |            |  |  |       |             |       |
|  |                  |                                  | MoraBanc Andorra | 0               |                 |            |            |            |  |  |       |             |       |
|  |                  | LDLC ASVEL Villeurbanne Valencia | MoraBanc Andorra | 0               | 1               |            |            |            |  |  |       |             |       |
|  |                  | LDLC ASVEL Villeurbanne Valencia |                  |                 | 1               |            |            |            |  |  |       |             |       |
|  |                  | MoraBanc Andorra                 | 2                |                 |                 |            |            |            |  |  |       |             |       |
|  |                  |                                  |                  |                 |                 |            |            |            |  |  |       | ALBA Berlim | 1     |
|  |                  |                                  |                  | Valencia Basket | 2               |            |            |            |  |  |       |             |       |
|  |                  | Valencia Basket                  | 2                |                 |                 |            |            |            |  |  |       |             |       |
|  |                  | Rytas Vilnius                    | 0                |                 |                 |            |            |            |  |  |       |             |       |
|  |                  | Rytas Vilnius                    | 0                |                 | Valencia Basket | 2          |            |            |  |  |       |             |       |
|  |                  |                                  |                  |                 | Valencia Basket | 2          |            |            |  |  |       |             |       |
|  |                  |                                  | UNICS Cazã       | 0               |                 |            |            |            |  |  |       |             |       |
|  |                  | UNICS Cazã                       | UNICS Cazã       | 0               | 2               |            |            |            |  |  |       |             |       |
|  |                  | UNICS Cazã                       |                  |                 | 2               |            |            |            |  |  |       |             |       |
|  |                  | Lokomotiv Kuban                  | 1                |                 |                 |            |            |            |  |  |       |             |       |

## Campeões
| 7days EuroCopa 2018-19 Campeões |
| ------------------------------- |
| Valencia Basket 4º Título       |

### Líderes em estatísticas

#### Pontos
| # | Jogador | Clube | J | Índice |
| - | ------- | ----- | - | ------ |
| 1 |         |       |   |        |
| 2 |         |       |   |        |
| 3 |         |       |   |        |
| 4 |         |       |   |        |
| 5 |         |       |   |        |

#### Rebotes
| # | Jogador | Clube | J | Índice |
| - | ------- | ----- | - | ------ |
| 1 |         |       |   |        |
| 2 |         |       |   |        |
| 3 |         |       |   |        |
| 4 |         |       |   |        |
| 5 |         |       |   |        |

#### Assistências
| # | Jogador | Clube | J | Índice |
| - | ------- | ----- | - | ------ |
| 1 |         |       |   |        |
| 2 |         |       |   |        |
| 3 |         |       |   |        |
| 4 |         |       |   |        |
| 5 |         |       |   |        |

#### Bolas roubadas
| # | Jogador | Clube | J | Índice |
| - | ------- | ----- | - | ------ |
| 1 |         |       |   |        |
| 4 |         |       |   |        |
| 3 |         |       |   |        |
| 4 |         |       |   |        |
| 5 |         |       |   |        |

#### Tocos/Bloqueios
| # | Jogador | Clube | J | Índice |
| - | ------- | ----- | - | ------ |
| 1 |         |       |   |        |
| 2 |         |       |   |        |
| 3 |         |       |   |        |
| 4 |         |       |   |        |
| 5 |         |       |   |        |

#### Valoração
| # | Jogador | Clube | J | Índice |
| - | ------- | ----- | - | ------ |
| 1 |         |       |   |        |
| 2 |         |       |   |        |
| 3 |         |       |   |        |
| 4 |         |       |   |        |
| 5 |         |       |   |        |